# Innsbrucker Bergsilvester
Das Innsbrucker Bergsilvester wurde zum ersten Mal 1994 vom Stadtrat für Tourismus, Rudi Federspiel, ins Leben gerufen. Veranstalter ist jedes Jahr das Innsbrucker Stadtmarketing.
Es besuchen ca. 25.000 Menschen jährlich dieses Spektakel in der Innsbrucker Altstadt mit Musik, Verpflegung und Show-Einlagen. Die einheimische Bevölkerung, auch Gäste, besonders aus Italien, feiern zu Silvester mit einem Feuerwerk auf der Seegrube in das neue Jahr hinein. Vom Waltherpark, direkt am Inn, veranstaltete die Stadt ein Feuerwerk, das mit 5000 Raketen und Kosten von 20.000 Euro zum größten Westösterreichs gehörte. 
Seit dem Silvester 2021 wird anstelle dieses Feuerwerks im Waltherpark ein 3D-Fassadenmapping an prominenten Gebäuden der Stadt Innsbruck durchgeführt.